# 피레네데스만
피레네데스만(Galemys pyrenaicus)는 진무맹장목 두더지과에 속하는 포유류의 일종이다. 작은 반수생의 야행성 동물이다. 데스만족(Desmanini)에 속하는 2종 중의 하나이다. 스페인 북부 지역에 분포하지만, 서식지의 변화때문에 멸종 위협을 받고 있다.